# Vlagyimir Nyikolajevics Bakulin
Vlagyimir Nyikolajevics Bakulin (Kljucsi, 1939. szeptember 3. – Almati, 2012. december 7.) olimpiai ezüstérmes, világbajnok szovjet válogatott kazak birkózó, edző, újságíró.

## Pályafutása
Az Uszty-kamcsatszki járásban született és 1958-ban kezdett birkózni, amikor megkezdte tanulmányait a Kazak Nemzet Műszaki Egyetemen. Klubja az alma-atai Lokomotyív volt. 1965-ben került be a szovjet válogatottba.
1966-ban Európa-bajnok, 1967-ben világbajnok lett kötöttfogás lepkesúlyban. Az 1968-as mexikóvárosi olimpiára mint esélyes érkezett, de az ötödik fordulóban kikapott a bolgár Petar Kirovtól, így ezüstérmet szerzett. Az olimpia után légsúlyra váltott, de kevésbé volt sikeres. Az 1970-es világbajnokságon csak a hetedik helyen végzett és befejezte sportpályafutását. Szovjet bajnoki címet sohasem nyert. Lepkesúlyban egy-egy második (1965) és harmadik (1967) helyezést ért el. Légsúlyban 1970-ban harmadik lett.
1966-ban a Kazak Nemzeti Műszaki Egyetemen szerzett mérnöki, majd 1974-ben újságírói diplomát. 1970 és 1979 között birkózóedzőként dolgozott a Lokomotyivnál Alma Atában. 1979 és 1986 között a Kazak Építészeti és Építőipari Akadémia oktatója volt. 1986-tól nyugdíjazásáig a Karavan című kazak újságnál dolgozott.

## Sikerei, díjai
- Olimpiai játékok – kötöttfogás, 52 kg
  - ezüstérmes: 1968, Mexikóváros
- Világbajnokság – kötöttfogás, 52 kg
  - aranyérmes: 1967
- Európa-bajnokság
  - aranyérmes: 1966
- Szovjet bajnokság – kötöttfogás
  - 2.: 1965 (52 kg)
  - 3.: 1967 (52 kg), 1970 (57 kg)